# Stand-by
Pour plus de détails, voir Fiche technique et Distribution.
Stand-by est un film français réalisé par Roch Stéphanik, sorti en 2000.

## Synopsis
Gérard et Hélène décident, après huit ans de vie commune, d'aller s'installer à Buenos Aires, en Argentine. Mais à l'aéroport d'Orly, sur le point d'embarquer, Gérard annonce à sa compagne qu'il la quitte, qu'il ne l'aime plus et qu'il part seul. Sous le choc, Hélène se reprend et décide de rester à l'aéroport. Elle se prostitue avec des voyageurs en transit, maladroitement d'abord, puis de façon plus téméraire. Devenue un personnage d'Orly, liée avec un barman, elle commence ainsi sa vie étrange de somnambule, et au bout du compte ce qui peut sembler un parcours initiatique libérateur.

## Fiche technique
- Titre : Stand-by
- Réalisation : Roch Stéphanik
- Scénario : Sandra Cheres, Yves Sarda et Roch Stéphanik
- Production : Maurice Bernart
- Photographie : Tetsuo Nagata
- Montage : Dan Facundo et Roch Stéphanik
- Décors : Daphné Deboaisne et Dominique Douret
- Costumes : Ève-Marie Arnault et Anouschka Debain-Dussaucy
- Pays d'origine :  France
- Format : couleurs - 2,35:1 - Dolby - 35 mm
- Genre : drame
- Durée : 125 minutes
- Tournage : du 19 mars au 29 mai 1998
- Date de sortie : 26 juillet 2000 (France)

## Distribution
- Dominique Blanc : Hélène
- Roschdy Zem : Marco
- Patrick Catalifo : Gérard
- Jean-Luc Bideau : le client suisse
- Georges Corraface : le client dans le parking
- Gamil Ratib : le médecin
- Cécile Brune : Isabelle
- Rémi Martin : l'homme violent
- Catherine Sola : l'infirmière
- Laura Mañá : l'hôtesse de l'air Air Argentina
- Asil Raïs : le client indien
- Franck Gourlat : l'inspecteur
- Olivier Claverie : le client à l'ordinateur
- Nathalie Bécue : la femme police des frontières
- Éric Frachet : l'inspecteur de police

## Autour du film
- Stand-by est également connu sous les titres Choc en retour et Faux départ.

## Distinctions

### Récompenses
- Festival international du film du Caire 2000 : Prix du meilleur réalisateur et de la meilleure actrice pour Dominique Blanc.
- Festival des films du monde de Montréal 2000 : Prix de la meilleure première œuvre.
- Festival du film d'Avignon 2001 : Prix Tournage.
- César 2001 : César de la meilleure actrice pour Dominique Blanc.

### Nominations
- Nomination au prix du meilleur film, lors du Festival international du cinéma indépendant de Buenos Aires en 2001.
- Nomination au César de la meilleure première œuvre en 2001.